# 阿部正恭
阿部 正恭（あべまさゆき）は、江戸時代の旗本。
延享元年（1744年）、旗本阿部正甫の三男として生まれる。阿部正実の養嗣子となり、安永2年（1773年）8月6日に家督を継ぐ。同年12月22日、将軍徳川家治にはじめて御目見する。安永4年（1775年）7月晦日、書院番となるが、4年後の安永8年（1779年）6月16日に36歳で死去した。家督は養嗣子の正包が継いだ。